# Mythimna bistrigata
Mythimna bistrigata es una polilla de la familia Noctuidae. Se encuentra en la India y Taiwán.